# 大衛·汀斯摩
大衛·汀斯摩（英語：David Dinsmore，1997年5月25日—）是美國跳水運動員。他現在就讀於邁阿密大學。在2017年，他獲得了NCAA一級錦標賽男子跳水賽事的冠軍。他在這一年還參加了世界游泳錦標賽並獲得團體賽的銅牌。